# Ploemeur
Ploemeur (auf Bretonisch Plañvour) ist eine französische Gemeinde mit 18.873 Einwohnern (1. Januar 2022) im Département Morbihan in der Region Bretagne. Sie gehört zum Arrondissement Lorient, zum Kanton Ploemeur und zum Gemeindeverband Lorient Agglomération.

## Geographie

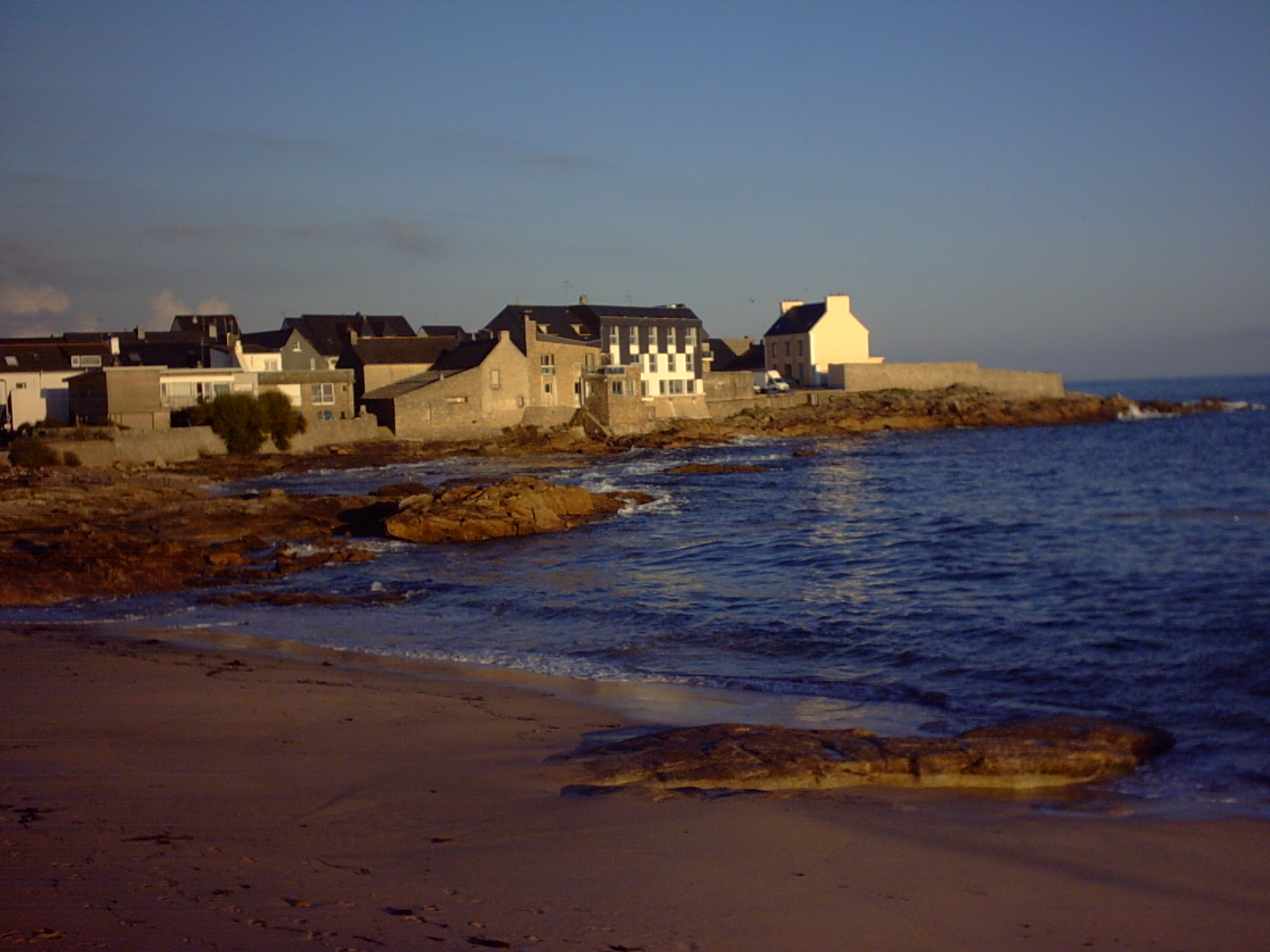
Lomener

Der Ort liegt vier Kilometer westlich von Lorient, sechs Kilometer nordwestlich von Larmor-Plage und acht Kilometer südöstlich von Guidel-Plages. Das Stadtzentrum liegt im Hinterland der Côte des Mégalithes. Mit Lomener, Le Pérello und Fort Bloqué gehören auch mehrere Küstenörtchen zu Ploemeur. Im Osten begrenzt der Ter, ein kleiner Blavet-Zufluss, das Gemeindegebiet. Eine eigene Bahnanbindung besitzt Ploemeur nicht. Auf dem nördlichen Teil des Gemeindegebietes liegt der Flughafen von Lorient.

## Bevölkerungsentwicklung
| Jahr      | 1962 | 1968 | 1975 | 1982   | 1990   | 1999   | 2011   | 2019   |
| Einwohner | 6404 | 7089 | 9565 | 13.455 | 17.637 | 18.304 | 17.747 | 17.778 |

Ploemeur wurde 1901 um Keryado (heute ein Stadtteil Lorients) und 1925 um Larmor-Plage verkleinert.

## Geschichte und Wirtschaft
Wie etliche Überbleibsel der Megalithkultur zeigen, war das Gebiet um Pleumeur bereits im Neolithikum besiedelt. Nach der Christianisierung entstand dort am Étang de Lannénec im 5. Jahrhundert, ermöglicht durch eine Landschenkung, das erste Frauenkloster in Aremorica, geleitet von der später heiliggesprochenen Ninnoc; es wurde bei einem der Wikingerüberfälle während der Frankenzeit zerstört. Im Hochmittelalter entwickelte sich dort eine Ansiedlung in der Herrschaft Kemenet-Héboé, dem westlichsten Teil der Grafschaft Vannes, die bis zur Laïta reichte; auch das Gebiet Lorients gehörte seinerzeit zur (Kirchen-)Gemeinde Ploemeurs. 1666 errichtete die Französische Ostindienkompanie in Faouëdic an der Blavet-Mündung ihre Niederlassung. Nahe dem Küstenabschnitt, an dem britische Truppen zwei Jahre zuvor während des Österreichischen Erbfolgekriegs gelandet waren, begann 1748 die Anlage des auch als Fort de Keragan bezeichneten Fort Bloqué.
Wie an den meisten Küstenabschnitten der Region spielten Fischfang und -verarbeitung auch in Ploemeur eine wichtige ökonomische Rolle. Im Sommer 1896 war es eines der Zentren des bretagneweiten Streiks in diesem Wirtschaftszweig. Ab Anfang des 20. Jahrhunderts wurden die reichhaltigen Kaolin-Vorkommen auf dem Gemeindegebiet in einem Steinbruch abgebaut. Der Ort wurde an die Straßenbahn Lorient angeschlossen. 1920 entstand zudem das Lichtbad Kerpape, das nach dem Zweiten Weltkrieg zu einem Rehabilitationszentrum für Gehbehinderte erweitert wurde; in dieser Einrichtung wurden während der 1970er Jahre mehrfach die Europameisterschaften im Rollstuhl-Basketball ausgetragen. Der Ausbau des zivilen und in Teilen militärisch (Marineflieger) genutzten Flughafens sowie die unmittelbare Nachbarschaft zu Lorient führten insbesondere im letzten Viertel des 20. Jahrhunderts dazu, dass Ploemeur sich zu einer stark wachsenden „Schlafstadt“ entwickelte.

## Sehenswürdigkeiten
- Château de Soye (18. Jahrhundert)
- Château du Ter
- Fort Bloqué
- Kirche Saint-Pierre (12. Jahrhundert)
- Pfarrhaus (18. Jahrhundert)
- Menhire (Saint Maudé, Courégant, Kerroc'h, Pen-Palud)
- Dolmen du Cruguellic und Ar Roc'h Penher

Kapellen:
- Notre-Dame de la Garde (15. Jahrhundert)
- Sainte-Anne, erbaut im 16. Jahrhundert (Monument historique)
- Saint-Thual (17. Jahrhundert)
- Saint-Maudé (17. Jahrhundert)
- Saint-Léonard (17. Jahrhundert)
- Saints-Simon-et-Jude (17. Jahrhundert)

## Städtepartnerschaften
Städtepartnerschaften bestehen mit dem belgischen Diksmuide, dem irischen Fermoy und Nowa Dęba (Polen).

## Persönlichkeiten
- Henri Dupuy de Lôme (1816–1885), Schiffbauingenieur und Politiker
- Louis Le Hunsec (1878–1954), Bischof (Spiritaner) des Erzbistums Dakar
- Nathalie Appéré (* 1975), Politikerin
- Élodie Guégan (* 1985), Mittelstreckenläuferin
- Yoann Gourcuff (* 1986), Fußballspieler
- Célia Perron (* 1997), Siebenkämpferin

## Nachweise und Anmerkungen
1. ↑  vor 1962 nach Cassini, ab 1962 nach INSEE
2. ↑  Joël Cornette: Histoire de la Bretagne et des Bretons. Seuil, Paris 2005, ISBN 978-2-7578-0995-2, Band 2, S. 328ff.